# Liste des épisodes de Mad Men

Logo original de la série

Cet article présente la liste des épisodes de la série télévisée américaine Mad Men. Chaque saison est composée de treize épisodes excepté la septième saison qui en comporte quatorze.

## Épisodes

### Première saison (2007)
1. Smoke Gets In Your Eyes (Smoke Gets In Your Eyes)
2. Ce que veulent les femmes (Ladies Room)
3. Le Mariage de Figaro (Marriage of Figaro)
4. La ville nous appartient (New Amsterdam)
5. Secrets de famille (5G)
6. Babylone (Babylon)
7. Sous influence (Red In the Face)
8. Langage codé (The Hobo Code)
9. Changement de décor (Shoot)
10. Le Temps d'un week-end (Long Weekend)
11. Indian Summer (Indian Summer)
12. Nixon vs. Kennedy (Nixon vs. Kennedy)
13. Carrousel (The Wheel)

### Deuxième saison (2008)
Le 20 septembre 2007, la série a été renouvelée pour une deuxième saison diffusée depuis le 27 juillet 2008.
1. Que jeunesse se passe (For Those Who Think Young)
2. Vol 01 (Flight 1)
3. Diplomatie (The Benefactor)
4. Comme un dimanche (Three Sundays)
5. La Nouvelle (The New Girl)
6. Cherchez la femme (Maidenform)
7. Le Violon d'or (The Gold Violin)
8. Une soirée inoubliable (A Night to Remember)
9. Cruelle absence (Six Month Leave)
10. Héritage (The Inheritance)
11. Jet set (The Jet Set)
12. Dans l'antre du roi de la montagne (The Mountain King)
13. Crise de conscience (Meditations In an Emergency)

### Troisième saison (2009)
Le 16 octobre 2008, la série a été renouvelée pour une troisième saison diffusée depuis le 16 août 2009.
1. Voyage d'affaires (Out of Town)
2. Love Among the Ruins (Love Among the Ruins)
3. My Old Kentucky Home (My Old Kentucky Home)
4. Les Préparatifs (The Arrangements)
5. Le Brouillard (The Fog)
6. La Hache de guerre (Guy Walks Into an Advertising Agency)
7. 23 juillet (Seven Twenty Three)
8. L'Escapade (Souvenir)
9. Un petit matin (Wee Small Hours)
10. La Couleur bleue (The Color Blue)
11. La Gitane et le Clochard (The Gypsy and the Hobo)
12. Les Grands (The Grown-Ups)
13. Qui m'aime me suive (Shut the Door. Have a Seat.)

### Quatrième saison (2010)
Le 1er septembre 2009, la série a été renouvelée pour une quatrième saison diffusée depuis le 25 juillet 2010.
1. Relations publiques (Public Relations)
2. Joyeuses fêtes (Christmas Comes But Once a Year)
3. Résolutions (The Good News)
4. Les Esseulés (The Rejected)
5. Le Chrysanthème et le Sabre (The Chrysanthemum and the Sword)
6. La Récompense (Waldorf Stories)
7. La Valise (The Suitcase)
8. Été 65 (The Summer Man)
9. The Beautiful Girls (The Beautiful Girls)
10. À genoux (Hands and Knees)
11. Grande nouvelle (Chinese Wall)
12. No Smoking (Blowing Smoke)
13. Les Beaux Lendemains (Tomorrowland)

### Cinquième saison (2012)
Le 31 mars 2011, la série a été renouvelée pour une cinquième (et sixième) saison diffusée depuis le 25 mars 2012.
1. Bisou-Bisou (A Little Kiss) (1/2)
2. Bisou-Bisou (A Little Kiss) (2/2)
3. L'avenir nous appartient (Tea Leaves)
4. Rendez-vous mystère (Mystery Date)
5. Accident de parcours (Signal 30)
6. États seconds (Far Away Places)
7. Renoncements (At the Codfish Ball)
8. Lady Lazarus (Lady Lazarus)
9. Ombres et ténèbres (Dark Shadows)
10. Valse de Noël (Christmas Waltz)
11. L'autre femme (The Other Woman)
12. Commissions (Commissions and Fees)
13. Vous êtes seul ? (The Phantom)

### Sixième saison (2013)
Renouvelée en même temps que la cinquième saison, la sixième saison est diffusée à partir du 7 avril 2013 et commence par un épisode double.
1. Ouvertures (The Doorway) (1/2)
2. Point de départ (The Doorway) (2/2)
3. Guerre de position (The Collaborators)
4. Conquête de territoires (To Have and to Hold)
5. Naufrage (The Flood)
6. L'union fait la force (For Immediate Release)
7. Pilotage automatique (Man with a Plan)
8. En roue libre (The Crash)
9. L'un sans l'autre (The Better Half)
10. À l'ouest (A Tale of Two Cities)
11. Passe-droit (Favors)
12. Pure pitié (The Quality of Mercy)
13. À vos bons soins (In Care Of)

### Septième saison (2014-2015)
AMC a annoncé une septième saison, saison que Matthew Weiner a confirmé être la dernière. La saison comporte quatorze épisodes et est divisée en deux parties de sept épisodes. La première intitulée The Beginning est diffusée depuis le 13 avril 2014, et la deuxième baptisée The End of an Era est diffusée  depuis le 5 avril 2015.
1. Décalage perpétuel (Time Zones)
2. Dur labeur (A Day's Work)
3. Sortie spéciale (Field Trip)
4. L'intrus (The Monolith)
5. Parole de scout (The Runaways)
6. Rapprochement stratégique (The Strategy)
7. Nouvelle perspective (Waterloo)
8. Rupture (Severance)
9. Nouvelles bases (New Business)
10. Rêves d'avenir (The Forecast)
11. Ça déménage  (Time & Life)
12. Désillusions à l'horizon (Lost Horizon)
13. Errances (The Milk and Honey Route)
14. Confessions intimes (Person to Person)